# 田村公正
田村 公正（たむら きみまさ、1971年（昭和46年）6月20日-）は日本の実業家。USEN-NEXT HOLDINGSの常務取締役やUSEN（2代目法人）代表取締役社長、キャンシステム取締役を務める。

## 来歴
兵庫県出身で上武大学経営情報学部卒。1994年にUSEN（旧法人）に入社し、同社の常務執行役員や営業本部長、集客支援事業部長、副社長執行役員などを経て、中村史朗の後任として2014年にUSEN（初代法人）の代表取締役社長に就任した。USENでは初の生え抜き社長であった。
2017年のUSENとU-NEXTの経営統合までジャスダックに上場していたUSEN（初代法人）の代表取締役社長を務める。経営統合後にUSEN-NEXT HOLDINGSの常務取締役になるとともに子会社として設立されたUSEN（2代目法人）の代表取締役社長に就任した。
2018年10月にキャンシステムがUSEN-NEXT HOLDINGSの完全子会社となると、宇野康秀とともに同社の取締役に就任する。

## 経歴
- 1994（平成6）年
  - 3月：USEN（初代法人）入社
- 2004（平成16）年
  - 9月：同社の東東京支社長入社
- 2009（平成21）年
  - 3月：同社営業本部長
- 2010（平成22）年
  - 3月:同社常務執行役員および営業本部長兼集客支援事業部長
- 2011（平成23）年
  - 11月:同社副社長執行役員（営業本部、企業法人本部、ICT事業本部、放送企画本部管掌、集客支援事業部長）
- 2012（平成24）年
  - 12月:同社副社長執行役員（営業本部、企業法人本部、ICT事業本部、放送企画本部、集客支援事業部管掌）
- 2013（平成25）年
  - 11月:同社代表取締役社長
  - 12月:同社代表取締役社長兼コーポレート本部長
- 2016（平成28）年
  - 11月:同社代表取締役社長兼コーポレート統括部長
- 2017（平成29）年
  - 7月:U-NEXT（初代法人、現USEN-NEXT HOLDINGS）取締役
  - 12月:USEN-NEXT HOLDINGS常務取締役（現任）
  - 12月:USEN（2代目法人）代表取締役社長（現任）
- 2018（平成30）年
  - 10月:キャンシステム取締役（現任）

## 著作
田村公正『お店を始める前にすべき5つのこと』あさ出版、2018年8月。ISBN 978-4-866-67080-5。